# La Charrette fantôme (film, 1921)
Pour les articles homonymes, voir La Charrette fantôme.
Pour plus de détails, voir Fiche technique et Distribution.
La Charrette fantôme (Körkarlen) est un film muet suédois réalisé, écrit et interprété par Victor Sjöström en 1920, sorti en 1921.
Devenu un succès mondial, il est considéré comme majeur pour Victor Sjöström et pour le cinéma suédois en général, mais aussi au-delà, car son influence artistique est reconnue sur nombre de grands cinéastes et producteurs du monde entier.

## Synopsis
Gravement malade, une salutiste agonisante souhaite revoir l'un de ses protégés, David Holm, qu'elle aurait voulu ramener dans le droit chemin. Mais celui-ci est introuvable. En fait, il est en compagnie de deux clochards, avec qui il fête la Saint-Sylvestre dans un cimetière.
Les trois ivrognes se remémorent un camarade décédé l'année d'avant et évoquent la légende selon laquelle le dernier mort de l'année, s'il s'agit d'un grand pécheur, conduira, jusqu'au Nouvel An suivant, la « charrette fantôme » qui ramasse les âmes des défunts.
David meurt juste avant minuit et doit devenir ainsi le conducteur de cette charrette.

## Fiche technique
- Titre original : Körkarlen
- Réalisation et scénario : Victor Sjöström, d'après le roman de Selma Lagerlöf, Le Charretier de la mort (1912)
- Producteur : Charles Magnusson
- Photographie : Julius Jaenzon
- Décors : Alexander Bako, Axel Esbensen
- Société de production : Svensk Filmindustri
- Pays d'origine :  Suède
- Genre : fantastique
- Format : noir et blanc - film muet
- Durée : 90 minutes (métrage : 1 866 m)
- Sortie : 1921

## Distribution
- Victor Sjöström : David Holm
- Hilda Borgström : sa femme
- Tore Svennberg : Georges
- Astrid Holm : sœur Edith
- Concordia Selander : la mère de sœur Edith
- Lisa Lundholm : sœur Marie
- Tor Weijden : Gustafsson
- Einar Axelsson : le frère de David Holm
- Olof Ås : le premier conducteur
- Nils Effors et Simon Lindstrand : les camarades de David Holm au cimetière
- Hildur Lithman
- John Ekman
- Edvin Adolphson (non crédité) : un client de l'auberge

## Critiques
- Au moment d'une diffusion télévisée, Aurélien Ferenczi écrivait dans le magazine Télérama :

« La Charrette fantôme frappe par sa structure narrative complexe et ses multiples effets visuels : surimpressions, caméra très mobile pour l'époque, effets de lumière. Le film influença directement l'expressionnisme allemand et notamment Murnau, puis un certain fantastique poétique à la française, puisque Julien Duvivier en tourna un remake en 1938 (NDLR: sorti en 1939). Comme Le Trésor d'Arne de Stiller, le film montre à quel degré de sophistication visuelle les cinéastes scandinaves étaient parvenus dans les années 1920 et la puissance évocatrice du cinéma muet. On peut préférer la partie purement fantastique - très dépaysante et d'une profonde richesse plastique - aux préoccupations sociales, un peu datées. La Charrette fantôme est une de ces œuvres maîtresses qui hantent longtemps l'imaginaire du cinéphile. »

- Effectivement, La Charrette fantôme constitua pour Julius Jaenzon, le célèbre opérateur suédois, un défi technique des plus extraordinaires. « L'histoire de David Holm (Victor Sjöström), [...] ramené à la vie par une incarnation de la Mort - sous les traits d'un cocher qui émerge des flots -, est racontée à l'aide d'un ensemble extrêmement compliqué de flashback et de superpositions. Pour la séquence dans le cimetière, tout a été photographié deux fois », note Peter Cowie (en)[1].
- « Nous étions fiers de la "consistance" des fantômes. [...] Ils n'étaient ni plats ni flous. Grâce à un éclairage savant, ils étaient devenus tridimensionnels dans leur spiritualité », dit alors Victor Sjöström[2].
- Selon Jacques Lourcelles, « le procédé de la surimpression sert ici de voie de passage entre le monde des vivants et le monde des morts. Les images de la charrette et du cocher armé de sa faux [...] sont d'une extrême simplicité. Elles veulent être simples pour pouvoir être fortes. Dans le film de Sjöström, l'image la plus évocatrice, celle qui résume le mieux la simplicité magique de l'invention du cinéaste, montre la charrette courant la nuit sur la mer. Cette apparition conserve encore, soixante ans plus tard, toute sa puissance et reste mystérieusement préservée des atteintes du Temps. »[3]
- La Charrette fantôme obtint un succès universel (sauf aux États-Unis) et fut l'œuvre qui couronna la carrière de Sjöström en Suède. Car, « [...] la paix revenue ramènera la concurrence. Le cinéma suédois entrera, dès lors, dans une crise qu'il pensera surmonter en se dénationalisant. Conscient de cette involution, Sjöström accepta l'offre de travailler à Hollywood. »[4]
- Pour Georges Sadoul : «Le plus célèbre Sjöström, mais non pas le meilleur, pour sa prédication moralisante, salutiste et antialcoolique. Scénario remarquablement construit sur des retours en arrière[5]...»
- Selon Ingmar Bergman, « Ce film m'a profondément bouleversé. J'étais frappé par la puissance de ses images.» .

## Autres adaptations du même roman
Deux autres versions cinématographiques du roman de Selma Lagerlöf ont été produites par la suite et peuvent par conséquent être également considérés comme des remakes du film de Victor Sjöström : 
- La Charrette fantôme (1939), film français réalisé par Julien Duvivier.
- La Charrette fantôme (1958), film suédois réalisé par Arne Mattsson.